# 阿佩伦
阿佩伦是德国下萨克森州的一个市镇。总面积24.60平方公里，总人口2543人，其中男性1298人，女性1245人（2011年12月31日），人口密度103人/平方公里。